# Grémonville
Grémonville là một xã thuộc tỉnh Seine-Maritime trong vùng Normandie miền bắc nước Pháp.

## Huy hiệu
| Arms of Grémonville | The arms of Grémonville are blazoned: Azure, on a chevron argent between 2 leopard heads affronty and a cock, a fleur-de-lys between 2 spur rowels gules. |

## Dân số
| Năm | 1962 | 1968 | 1975 | 1982 | 1990 | 1999 | 2006 |
| --- | ---- | ---- | ---- | ---- | ---- | ---- | ---- |
| Dân số | 303  | 333  | 346  | 401  | 452  | 393  | 404  |
| From the year 1962 on: No double counting—residents of multiple communes (e.g. students and military personnel) are counted only once. |      |      |      |      |      |      |      |